# Monet (revista)
Monet é uma revista mensal publicada pela Editora Globo, voltada ao universo do entretenimento e cultura pop. Além da versão impressa, a revista mantém um site que complementa seu conteúdo com notícias sobre celebridades, filmes, séries, música e outros temas relacionados ao setor audiovisual.

## Histórico
Sua história começa em março de 1994, quando foi lançada com o nome de NET TV, uma revista mensal dedicada a fornecer aos assinantes a programação completa dos canais por assinatura disponíveis na época. Em um momento de expansão da TV paga no Brasil, a publicação se tornou um guia fundamental para os assinantes da antiga NET (atualmente Claro TV), servindo como fonte de informação prática sobre o que assistir e quando.

### Mudanças e reestruturação
A grande virada aconteceu em 2003, quando a revista foi reformulada e passou a se chamar Monet. Essa mudança não foi apenas nominal: a publicação passou por uma reestruturação gráfica e editorial, assumindo um tom mais moderno e jovial. Além de manter o serviço de programação, Monet passou a incluir reportagens especiais sobre cultura pop, críticas de filmes e séries, sinopses, listas temáticas, entrevistas exclusivas com atores, diretores e personalidades do cinema e da televisão, além de curiosidades sobre bastidores e estreias. Nessa nova fase, também começou a ser comercializada em bancas, o que ampliou significativamente seu alcance.

### Modernização com o streaming
Com o avanço das plataformas de streaming, Monet passou por um processo de atualização editorial para acompanhar as transformações nos hábitos de consumo de televisão e conteúdo digital. As produções dessas plataformas passaram a ocupar espaço central na revista, refletindo as mudanças no comportamento do público. A publicação expandiu seu escopo para além da programação linear da televisão por assinatura, incorporando também temas relacionados ao cinema, aos bastidores da produção audiovisual e ao impacto cultural das obras contemporâneas.

## Edições de destaque
Ao longo dos anos, a revista Monet publicou edições de destaque que acompanharam estreias relevantes e fenômenos de audiência no cinema e na televisão, com especial atenção a entrevistas e perfis de personalidades da cultura brasileira e internacional.
A primeira edição, lançada em abril de 2003, apresentou uma entrevista com a atriz brasileira Malu Mader, abordando aspectos de sua vida pessoal e projetos relacionados ao cinema. No mês seguinte, a atriz Fernanda Torres concedeu uma entrevista para falar sobre o sucesso e a popularidade da série Os normais. Ainda em 2003, na edição nº 6, a atriz brasileira Regina Casé discutiu o papel da televisão na ampliação do acesso à informação em diferentes regiões do país. Até os dias de hoje, a atriz faz questão de reforçar a importância da televisão para o Brasil. Nesse mesmo ano, a revista reuniu em ocasião rara os cineastas Fernando Meirelles, Cacá Diegues e Hector Babenco em uma edição especial dedicada ao fortalecimento do cinema nacional.
Em 2004, Fernanda Montenegro -  considerada por muitos como a maior atriz brasileira - foi destaque de capa, em entrevista sobre os 50 anos de sua carreira e o lançamento do filme O outro lado da rua. A cobertura sobre o cinema brasileiro continuou nos anos seguintes, com entrevistas com o cineasta José Padilha, em 2009 e 2010, sobre os filmes Tropa de Elite e Tropa de Elite 2: o inimigo agora é outro.
A revista também dedicou espaço a personalidades internacionais. Em 2004, o cineasta espanhol Pedro Almodóvar foi entrevistado por ocasião do lançamento do filme Má Educação, abordando temas como sua trajetória profissional, relações pessoais e interesse pela música brasileira. Em 2005, o ator irlandês Colin Farrell concedeu entrevista durante a divulgação do filme Alexandre, o grande.
Na edição comemorativa de 10 anos, Monet publicou conteúdos especiais, incluindo listas temáticas sobre cenas cômicas do cinema, momentos marcantes da televisão e frases emblemáticas da cultura pop. A mesma edição trouxe uma entrevista com o locutor esportivo de rádio José Silvério. A revista também realizou cobertura do Campeonato Brasileiro de Futebol, em parceria com o portal GE, por meio de uma pesquisa com jogadores sobre os destaques da competição.
No campo da cultura pop, a revista Monet realizou coberturas especiais de lançamentos de grande repercussão, como a série Game of Thrones, a franquia Star Wars em edição especial de aniversário e as produções do universo cinematográfico da Marvel. Essas edições refletiram o interesse crescente do público por conteúdos relacionados ao entretenimento global e consolidaram a revista como uma fonte relevante de informação sobre fenômenos audiovisuais contemporâneos.

## Prêmio Monet
Em 2008, a revista lançou o Prêmio Monet, iniciativa baseada em votação aberta realizada pela internet, na qual os leitores escolhiam as melhores programações da televisão. Os resultados da votação eram divulgados em uma edição especial da revista, consolidando o prêmio como uma forma de reconhecimento popular às produções televisivas mais relevantes do período.

## Prêmios
| Ano  | Obra                                                                         | Veículo de mídia | Autor         | Resultado                                                                      |
| ---- | ---------------------------------------------------------------------------- | ---------------- | ------------- | ------------------------------------------------------------------------------ |
| 2006 | Cara limpa - Tom Hanks mostra por que virou um símbolo do bom-mocismo (capa) | Revista Monet    | Biach Schmidt | A capa ficou entre as 20 melhores das revistas brasileiras dos últimos 20 anos |

## Relevância
Ao longo de mais de duas décadas, a revista Monet desempenha um papel relevante na documentação de informações sobre televisão — tanto aberta quanto por assinatura e plataformas de streaming —, além de registrar aspectos significativos da cultura brasileira e da mídia internacional.

A revista não apenas documenta grades de programação, como também funciona como fonte de consulta para datas de lançamento de programas, filmes, séries, entre outros. Esse conteúdo atende a pesquisadores, jornalistas, estudantes e demais interessados em acompanhar a evolução da indústria audiovisual contemporânea.